# Theope apheles
Theope apheles is een vlindersoort uit de familie van de prachtvlinders (Riodinidae), onderfamilie Riodininae.
Theope apheles werd in 1868 beschreven door H. Bates.